# Hector Camacho senior
Hector Luis Camacho Sr. (* 24. Mai 1962 in Bayamón, Puerto Rico; † 24. November 2012 in San Juan), Spitzname Macho Camacho, war ein puerto-ricanischer Profiboxer und WBC-Weltmeister im Superfeder- und Leichtgewicht, sowie zweifacher WBO-Weltmeister im Halbweltergewicht.

## Amateurkarriere
Als Amateur bestritt er 100 Kämpfe, von denen er 96 gewann. Er siegte dreimal bei den New York Golden Gloves und zweimal bei den Intercity Golden Gloves.

## Profikarriere
Der Rechtsausleger Camacho begann 1980 seine Karriere im Superfedergewicht. Er boxte anfangs fast nur in New York. Camacho zeichnete sich durch große Schnelligkeit, Nehmerqualitäten und eine gute Übersicht aus, jedoch mangelte es ihm an Schlagkraft. Wegen seines extrovertierten Auftretens erhielt er den Spitznamen „Macho Camacho“.
Schon im zwölften Kampf gewann er einen Aufbautitel der WBC namens NABF und schlug anschließend mehrfach ungeschlagene Aufbaugegner – Louis Loy (15-0), Melvin Paul (15-0), Greg Coverson (32-0), Irleis Perez (26-0).
Am 7. August 1983 gelang ihm der Gewinn des vakanten WBC-Titels im Superfedergewicht gegen Rafael Limon durch technischen KO in der fünften Runde. Nachdem Camacho den Titel gegen Rafael Solis verteidigt hatte, legte er ihn nieder, um eine Gewichtsklasse aufzusteigen.

### Leichtgewicht
Im Kampf um den WBC-Titel im Leichtgewicht traf er im August 1985 auf den mexikanischen Rechtsausleger José Luis Ramírez. Nachdem Camacho seinen Kontrahenten in der dritten Runde bereits zu Boden geschickt hatte, wurde er schließlich Sieger nach Punkten und somit neuer Weltmeister.
Im Juni 1986 traf er bei einer Titelverteidigung auf seinen Landsmann Edwin Rosario. Camacho musste viele schwere Treffer einstecken, wobei er jedoch nicht zu Boden ging. Das Urteil der Punktrichter, die ihn am Ende des Kampfes knapp vorne sahen, wurde kontroverse diskutiert. Der Rosario-Kampf gilt allgemein als Zäsur seiner Karriere. So meinte das Ring Magazine, dass Camacho seither keine große Lust mehr hatte. Etwa in dieser Zeit eskalierte auch sein Drogenkonsum, man sah ihn öfter in den Schlagzeilen als beim Training. Auch eine Single nahm er auf: I’m not a visitor. Dennoch konnte er seinen Titel erfolgreich gegen Olympiasieger Howard Davis verteidigen.

### Halbweltergewicht
Er boxte (mittlerweile im Halbweltergewicht) bis 1989 nur vier Mal. Sein Kampf gegen Ray Mancini im März 1989 brachte ihm immerhin den WBO-Titel der Klasse aber wenig Anerkennung ein, denn Mancini war ein früherer Leichtgewichtler auf dem absteigenden Ast, das Ergebnis war sehr knapp und der neu eingeführte WBO Titel galt damals in Amerika als B-Titel, den Kampf überhaupt anzunehmen, war ein Zeichen der Schwäche.
Gegen Vinny Pazienza reichte es 1990 noch zu einem Sieg, aber gegen Greg Haugen verlor er erstmals in seiner Profikarriere. Dabei wurde ihm zu Beginn der zwölften Runde ein Punkt abgezogen, weil er sich weigerte den Handschuh Haugens zu berühren wie das Sitte vor der letzten Runde ist, sonst wäre der Kampf unentschieden ausgegangen. Den direkten Rückkampf konnte er für sich entscheiden. Dennoch wurde er durch die Niederlage zu einem attraktiven Gegner für anderen große Namen, da er nun absolut schlagbar erschien und durch seine Bekanntheit und die optisch gute Bilanz gut vermarktbar war. Damit bekam er, ohne jede Leistung, in den 90er Jahren einen hochdotierten Kampf nach dem anderen.
1992 wurde er vom WBC-Weltmeister Julio César Chávez geschlagen, 1994 von seinem Landsmann und IBF-Weltergewichtsweltmeister Félix Trinidad, jeweils nach Punkten.
1996 und 1997 gewann er die „Seniorenduelle“ gegen Roberto Durán und Sugar Ray Leonard in dessen letztem Kampf, was ihm im September 1997 einen lukrativen Kampf gegen den WBC-Weltergewichtsweltmeister Óscar de la Hoya einbrachte, den er jedoch deutlich nach Punkten verlor.

## Nach der Karriere, Tod
Zu Camachos Leben außerhalb des Rings wurde über Probleme mit Drogen, Alkohol und häuslicher Gewalt berichtet. Am 20. November 2012 wurden er und ein Freund, ein polizeilich bekannter Drogenhändler, in Bayamón von einem Unbekannten niedergeschossen. Sein Freund starb. Bei Camacho zerstörte die Kugel den fünften und sechsten Halswirbel und verletzte die Halsschlagader, wodurch die Blutzufuhr zum Gehirn unterbrochen wurde und der Hirntod eintrat. Seine Familie entschied am 22. November 2012, die lebenserhaltenden Maßnahmen in der Klinik zu beenden, woraufhin zunächst am selben Tag sein Tod vermeldet wurde. Am 24. November 2012 erwies sich dies jedoch offensichtlich als Falschmeldung, da erst an diesem Tag die offizielle Todeserklärung erfolgte.